# Rio Thouet
O rio Thouet é um rio do centro-oeste de França, afluente do rio Loire pela sua margem esquerda.
Da nascente até a foz, o rio Thouet faz um percurso total de 142,2 km. Entre as cidades que banha encontram-se Parthenay, Thouars e Saumur.
Percorre um vale com pendentes suaves, formadas principalmente por aluviões e tem como principais afluentes o rio Cébron, o rio Thouaret, o rio Argenton, o rio Douet e o rio Dive.
Ao longo do seu percurso há abundantes locais históricos: uma ponte romana após Gourgé, o castelo de Saint-Loup-sur-Thouet, a ponte de Vernay e a aldeia de Airvault, com a "velha ponte" de Saint-Généroux, do século XIII.